# Gainsbourg (vie héroïque)
Pour les articles homonymes, voir Gainsbourg.
Pour plus de détails, voir Fiche technique et Distribution.
Gainsbourg (vie héroïque) est un film français écrit et réalisé par Joann Sfar, sorti en 2010.

## Synopsis
Du jeune Parisien arborant l’étoile de David (qu'il appelait « son étoile de shérif ») imposée aux juifs durant l'Occupation allemande jusqu'à l'apogée de l'auteur-compositeur-interprète des années 1980, le film est une biographie fantasmagorique de Serge Gainsbourg, créateur qui défraya la chronique et laissa son empreinte dans le monde de la chanson avec de nombreuses œuvres poétiques et subversives.
Il retrace la vie de Gainsbourg à travers la plupart de ses tendances artistiques, de son apprentissage de peintre jusqu'au « Gainsbarre » (et son avatar de « La Gueule » en carton/latex avec un long nez et des doigts immenses griffus) des dernières années en passant par le jazz de Saint-Germain-des-Prés et les yéyés.

## Fiche technique
Sauf indication contraire, les informations mentionnées dans cette section peuvent être confirmées par la base de données cinématographiques IMDb,  présente dans la section « Liens externes ».
- Titre original : Gainsbourg (vie héroïque)
- Réalisation et scénario : Joann Sfar
- Musique : Olivier Daviaud
- Décors : Christian Marti
- Costumes : Pascaline Chavanne
- Photographie : Guillaume Schiffman
- Son : Daniel Sobrino, Jean Goudier, Cyril Holtz, Gurwal Coïc-Gallas, Philippe Amouroux
- Montage : Maryline Monthieux
- Production : Marc du Pontavice et Didier Lupfer
  - Supervision de production : Matthew Gledhill
- Sociétés de production[1] : One World Films, Studio 37, Universal Pictures International, France 2 Cinéma, Lilou Films et Xilam, en association avec Uni Etoile 6, avec la participation de Canal+, France Télévisions et Orange Cinéma Séries, avec le soutien de la région Île-de-France
- Sociétés de distribution[2] : Universal Pictures (France) ; Cinéart (Belgique) ; Les Films Séville (Québec) ; Pathé Films AG (Suisse romande)
- Budget : 16 304 796 €[3]
- Pays de production :  France
- Langues originales : français, anglais, russe
- Format[4] : couleur / noir et blanc - 35 mm - 2,35:1 (Cinémascope) - son DTS | Dolby Digital
- Genre : biopic, musical, drame
- Durée : 130 minutes
- Dates de sortie[5] :
  - France, Suisse romande : 20 janvier 2010[6]
  - Belgique : 3 février 2010[7]
  - Québec : 2 avril 2010[8]
- Classification[9] :
  - France : tous publics[10]
  - Belgique : tous publics (Alle Leeftijden)[7]
  - Suisse romande : interdit aux moins de 12 ans[11]
  - Québec : tous publics (G - General Rating)[8]

## Distribution
Sauf mention contraire ou complémentaire, les données de cette section sont issues du site IMDb.
- Éric Elmosnino : Serge Gainsbourg et voix de « La Gueule »
- Lucy Gordon : Jane Birkin
- Laetitia Casta : Brigitte Bardot
- Doug Jones : « La Gueule »
- Anna Mouglalis : Juliette Gréco
- Mylène Jampanoï : Bambou
- Sara Forestier : France Gall
- Kacey Mottet-Klein : Lucien (Serge Gainsbourg) enfant
- Răzvan Vasilescu : Joseph Ginsburg (père de Serge Gainsbourg)
- Dinara Droukarova : Olga Ginsburg (mère de Serge Gainsbourg)
- Philippe Katerine : Boris Vian
- Deborah Grall : Lise Levitzky
- Yolande Moreau : Fréhel
- Ophélia Kolb : le modèle
- Claude Chabrol : le producteur musique de Gainsbourg
- François Morel : le directeur de l'internat
- Philippe Duquesne : Lucky Sarcelles
- Angelo Debarre : le guitariste gitan
- Grégory Gadebois : Phyphy
- Alice Carel : Judith
- Joann Sfar : Georges Brassens
- Orphée Silard : Liliane Ginsburg, Charlotte Gainsbourg
- Lucile Vezier : Jacqueline Ginsburg, Kate Barry
- Le Quatuor (Jean-Claude Camors, Laurent Vercambre, Pierre Ganem, Jean-Yves Lacombe) : Les Frères Jacques
- Roger Mollien : Robert Gall, le père de France Gall
- Jacqueline Staup
- Chilly Gonzales : un pianiste, cameo
- Caroline Tillette

## Production

### Genèse
Joann Sfar donna ses intentions : « Je ne fais pas une biographie romancée classique style La Vie en rose. […] J'apporte mon univers de BD dans le film — avec des marionnettes, des chansons, de la poésie et des costumes — pour illustrer ma vision personnelle des fantasmes de Gainsbourg. ».

### Casting

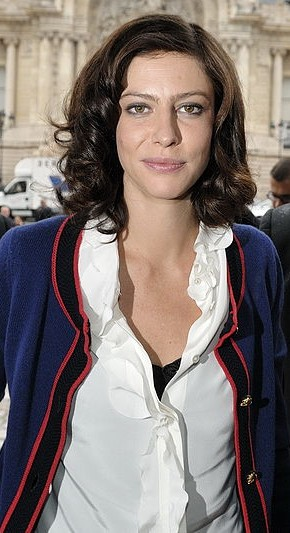
Anna Mouglalis, interprète de Juliette Gréco, l'année de sortie du film.

Sfar commence à travailler le film avec Charlotte Gainsbourg pour jouer le rôle de son père. Mais elle renonce à jouer et il finit par trouver un acteur pour jouer Gainsbourg.
C'est Éric Elmosnino qui décroche le rôle-titre. Il explique d'ailleurs le casting : « J'ai rencontré Joann Sfar au Café de la Paix. […] Il m’a demandé si je chantais, si j’étais musicien. Je lui ai répondu que non. Il m’a quand même proposé de travailler une scène avec Juliette Gréco. Je devais lui chanter La Javanaise. C’était drôle. Avec le trac qui me rattrapait, je leur ai fait penser au Gainsbourg des années 60, lorsqu’il est arrivé chez Gréco ; il était dans ses petits souliers, et il lui avait chanté La Javanaise. ». L'acteur déclare qu'il n'était pas fan du chanteur avant le tournage et reconnait que c'est un rôle casse-gueule
Le 20 mai 2009, la comédienne Lucy Gordon (Jane Birkin dans le film) a été retrouvée pendue dans son appartement de Paris, seulement deux jours avant son anniversaire – elle aurait eu 29 ans. Son suicide a lieu six semaines après la fin du tournage. Le film lui est dédié. Joann Sfar a déclaré à son sujet : « Il y aura des nuits fragiles, guipure blanche et grande dame de papier d'or, pour un baiser sur la pointe des pieds. C'est tel que je voyais la scène. C'était émouvant de voir la complicité entre Lucy et Éric pour la scène du premier baiser. On avait mis 200 kw d'éclairage sur Notre-Dame, mais c'était blanc avec toute la beauté du blanc, avec toute la délicatesse de ce que peut faire une lumière blanche sur un tel visage lumineux. Et Gainsbourg d'un coup sort de l'ombre et va vers elle. »
Le réalisateur Claude Chabrol fait également sa toute dernière apparition dans ce film.

### Tournage
- Le tournage, initialement prévu pour débuter mi-septembre 2008, a été repoussé à la mi-janvier 2009 en raison d’un désaccord de la famille de Serge Gainsbourg avec le scénario original de Joann Sfar.
- Période de prises de vue : du 19 janvier à avril 2009 (13 semaines de tournage)
- Intérieurs : Studios Éclair (Épinay-sur-Seine)
- Extérieurs :
  - Paris : Cité internationale des arts (IVe arr.), scènes en face de la cathédrale Notre-Dame de Paris (quai de Montebello, Ve arr.), rue de Verneuil (VIIe arr.), scènes à l'hôpital américain de Paris (Cité internationale universitaire de Paris, XIVe arr.), scènes au bistrot avec Fréhel (rue Brancion, XVe arr.), scènes nocturnes dans les rues avec Boris Vian (Montmartre, XVIIIe arr.), scène chez le producteur de musique (siège d'Autochenille Production, XIXe arr.), scènes de l'enregistrement de l'album Aux armes et cætera au Dynamic Sounds Studio de Kingston à la Jamaïque (Studios Ferber/rue du Capitaine-Ferber, XXe arr.)
  - Val-d'Oise : scènes chez Salvador Dalí (l'abbaye de Royaumont à Asnières-sur-Oise est la « doublure » de la résidence de Salvador Dalí)
  - Pas-de-Calais : scènes à la Jamaïque (Berck-Plage)

### Musique du film
Gainsbourg, vie héroïque, BO, versions vinyle 33 tours 30 cm, 1 CD, 2 CD et MP3 Polydor, 4 janvier 2010.

## Accueil
Au Festival de Cannes 2009, durant le week-end du 16 au 17 mai, une bande-annonce du film, d’une durée de dix minutes, a été présentée à quelque 200 professionnels du marché international du film. Joann Sfar précise : « En fait, ce que j'ai montré ici est un concentré des séquences les plus fortes. […] J'avais surtout envie de montrer le résultat devant un public impartial. Autant j'ai une vraie légitimité dans le monde de la bande dessinée, autant j'arrive dans le cinéma par un trou de souris. Mais je voudrais faire une mise au point : Serge Gainsbourg (vie héroïque) n'est pas un biopic à l'américaine. Ce n'est ni un film hagiographique ni même un travail qui suivrait chronologiquement la vie et la carrière de l'« homme à la tête de chou ». Il s'agit plutôt de ma vision personnelle de Serge Gainsbourg. Son rapport aux modèles féminins français. » Cette projection a été favorablement accueillie par les acheteurs étrangers potentiels qui, selon le réalisateur : « ont vu une histoire d'amour dans la tradition des films romantiques parisiens. »

## Distinctions
Entre 2010 et 2011, Gainsbourg (vie héroïque) a été sélectionné 18 fois dans diverses catégories et a remporté 7 récompenses,.

### Récompenses
- Festival du film de Cabourg 2010 : Swann d'or du meilleur acteur pour Éric Elmosnino.
- Festival du film de Tribeca 2010 : Prix du Jury du meilleur acteur pour Éric Elmosnino.
- Césars 2011 :
  - César du meilleur premier film pour Joann Sfar, Marc du Pontavice et Didier Lupfer,
  - César du meilleur acteur pour Éric Elmosnino,
  - César du meilleur son pour Daniel Sobrino, Jean Goudier et Cyril Holtz.
- Étoiles d'or de la Presse du Cinéma Français 2011 :
  - Étoile d’or du premier rôle masculin français pour Éric Elmosnino,
  - Étoile d’or de la révélation masculine française pour Éric Elmosnino.

### Nominations
- Festival du film de Tribeca 2010 : Meilleur film pour Joann Sfar.
- Césars 2011 : 
  - Meilleur film pour Joann Sfar, Marc du Pontavice et Didier Lupfer,
  - Meilleure actrice dans un second rôle pour Laetitia Casta,
  - Meilleurs décors pour Christian Marti,
  - Meilleure photographie pour Guillaume Schiffman,
  - Meilleur montage pour Maryline Monthieux,
- Prix Lumières 2011 : 
  - Joann Sfar nommé pour le prix du meilleur film, meilleur réalisateur
  - Éric Elmosnino nommé pour le prix du meilleur acteur
- Magritte du cinéma 2011 : Yolande Moreau nommée pour le prix de la meilleure actrice dans un second rôle